# Hansel Robles
Hansel Manuel Robles (né le 13 août 1990 à Bonao, Monseñor Nouel, République dominicaine) est un lanceur droitier des Mariners de Seattle de la Ligue majeure de baseball.

## Carrière
Hansel Robles signe son premier contrat professionnel en 2008 avec les Mets de New York. Surtout lanceur partant à ses premières années en ligues mineures, il prend en cours d'année 2014 le rôle de lanceur de relève,.
Durant le premier mois de la saison 2015, il est rappelé des ligues mineures par les Mets de New York pour remplacer dans l'effectif leur releveur blessé Jerry Blevins. Robles fait ses débuts dans le baseball majeur avec les Mets le 24 avril 2015.